# Eutetrapha flavoguttata
Eutetrapha flavoguttata är en skalbaggsart som beskrevs av Pu och Jin 1991. Eutetrapha flavoguttata ingår i släktet Eutetrapha och familjen långhorningar. Inga underarter finns listade i Catalogue of Life.